# Jolanta Kwaśniewska
Pour les articles homonymes, voir Kwaśniewski.
Jolanta Kwaśniewska  (prononcer jo'lanta-kfaś'ńefska), née Konty ('konty), le 3 juin 1955 à Gdańsk, est une avocate polonaise et l'épouse de l'ancien président de la République de Pologne, Aleksander Kwaśniewski ; elle était, à ce titre, présentée comme la Première dame de Pologne du 23 décembre 1995 au 23 décembre 2005.

## Biographie

### Vie privée et professionnelle
Alors qu'elle étudie le droit à l'université de Gdańsk, elle rencontre Aleksander Kwaśniewski, lequel l'épouse en 1979. De ce mariage naît une fille, prénommée Alexandra dont elle va assurer seule l'éducation dès lors que son mari entre en politique dans les années 1990. En 1991, elle ouvre une agence immobilière à Varsovie dans le quartier de Wilanów, agence dont elle assure la gérance jusqu'en 1995. Elle reprend cette activité en 2015, une fois que son mari quitte la présidence.

### Activité politique
Le 19 novembre 1995, Aleksander Kwaśniewski est élu président de la République de Pologne contre toute attente face au chef de l'État sortant, Lech Wałęsa, avec 51,7% des voix. Jolanta Kwaśniewska entre au palais Koniecpolski comme la Première dame de Pologne.  
Durant l'été 2003, des rumeurs font état d'une possible candidature de Jolanta Kwaśniewska à l'élection présidentielle de l'automne 2005, certaines enquêtes lui accordant même près de 2/3 d'intentions de vote, mais la Première dame va démentir, par la suite, vouloir briguer la succession de son propre mari. Néanmoins, elle s'implique dans le débat politique en faisant savoir qu'elle soutiendrait la candidature de Włodzimierz Cimoszewicz à la présidence de la République, mais celui-ci finit par renoncer à présenter sa candidature.

### Carrière audiovisuelle
Réputée pour son élégance, elle a été l'animatrice de l'émission Lekcja stylu, que l'on peut traduire en français par « Leçons de style », sur la chaîne de télévision polonaise à vocation féminine TVN Style. En 2011, avec sa fille Aleksandra, elle co-anime l'émission Mères et filles sur la même chaîne.

### Activités caritatives
Très impliquée pour des œuvres caritatives, elle met sa notoriété d'épouse de président au service de plusieurs associations. Elle crée ainsi le fonds d'aide aux jeunes talents, destiné à aider les étudiants méritants et la fondation Communication sans barrière (pl) vouée à lutter pour l'égalité des chances et contre les discriminations liées au handicap, à l'âge et le sexisme.
En mars 2022, elle lance, au sein de la fondation qu'elle a créée alors qu'elle était Première dame de Pologne, le projet Relocalisation (en polonais : Projekt Relokacja) pour venir en aide aux réfugiés ukrainiens qui affluent sur le territoire national,. Cette initiative, et son statut d'ancienne Première dame, l'amène à rencontrer Olena Zelenska au forum de Davos en 2023.  

## Hommages et récompenses
Son implication dans des associations caritatives lui ont valu de nombreuses récompenses, et notamment :
- Ordre du Sourire - 1998, Pologne[11]
- Grand croix de l'ordre de la Croix de Marie - 2002, Estonie[12]
- Compagnon d'honneur de l'ordre national du Mérite - 2002, Malte[13]
- Grand croix de l'ordre du Mérite - 2003, Norvège[14]
- Grand croix de l'ordre du Mérite - 2004, Portugal[15]
- Croix présidentielle de la République slovaque de première classe - 2002, Slovaquie[16]

En mai 2012, un nouveau cultivar de tulipe, obtenu à Chrzypsko Wielkie, a été baptisé à son nom. Elle est de couleur rose vif, symbole de la lutte contre le cancer du sein, et possède une tige foncée distinctive. Cette variété de tulipe a été enregistrée dans le registre royal des nouvelles variétés aux Pays-Bas.